# Átomo (teoria da medida)
Em matemática, mais precisamente na teoria da medida, um átomo é um conjunto mensurável que possui medida positiva e não contém qualquer conjunto "menor" com medida positiva. Uma medida que não possui átomos é chamada de não-atômica.

## Definição
Dado um espaço mensurável {\displaystyle (X,\Sigma )} e uma medida {\displaystyle \mu } sobre tal espaço, um conjunto {\displaystyle A} em {\displaystyle \Sigma } é chamado de átomo se
{\displaystyle \mu (A)>0\,}
e para qualquer subconjunto mensurável {\displaystyle B} de {\displaystyle A} com
{\displaystyle \mu (A)>\mu (B)\,}
tem-se {\displaystyle \mu (B)=0.}

## Exemplos
- Considere o conjunto X={1, 2, ..., 9, 10} e a sigma-álgebra {\displaystyle \Sigma } definida pelo conjunto potência de X. Defina a medida {\displaystyle \mu } de um conjunto como sua cardinalidade, isto é, o número de elementos do conjunto. Então, cada um dos conjuntos unitários (com um único elemento) {i}, para i=1,2, ..., 9, 10 é um átomo.
- Considere a medida de Lebesgue sobre a reta real. Esta medida não possui átomos.